# Urs Nussbaumer
Urs Nussbaumer (* 2. Oktober 1931 in Hauenstein-Ifenthal; † 24. Oktober 2022 in Riedholz) war ein Schweizer Ingenieur-Agronom und Politiker (CVP).

## Leben
Urs Nussbaumer studierte an der ETH Zürich und erwarb den Abschluss Dipl. Ing.-Agr. Er war als Assistent an der Eidgenössischen Forschungsanstalt für Pflanzenbau in Zürich tätig. Von 1971 bis 1996 war er Sekretär des Solothurner Bauernverbands. Er gründete sechs Flurgenossenschaften zur Erschliessung der Berghöfe im Solothurner Jura.
Nussbaumer war Mitglied des Wirtschaftsrats des Kantons Solothurn und der kantonalen Raumplanungskommission. In den Jahren von 1979 bis 1991 war er Mitglied des Nationalrats als Mitglied der Christlichdemokratischen Volkspartei. Nussbaumer war an der Ausgestaltung des landwirtschaftlichen Pachtrechts und des bäuerlichen Bodenrechts beteiligt. 1992 bis 1999 war er Präsident der schweizerischen Vereinigung «Ja zum Leben».